# 指令表
指令表（Instruction List，簡稱IL）是為可程式邏輯控制器（PLC）設計的程式語言，是相關的IEC 61131-3標準中支援幾種語言之一，是類似組合語言的低階語言。所有IEC 61131-3的語言都支援IEC61131通用元素（IEC61131 Common Elements）。其變數及函式呼叫是由IEC61131通用元素所定，因此同一個程式中可以使用IEC 61131-3中的不同語言。
其程式控制流程可以由jump指令或是有可能有參數的子程序。
PLCopen已將指令表的檔案標準化為XML格式。

## 範例
```
         LD     Speedo
         GT     1000 million lubi
         JMPCN  VOLTS_NOK
         LD     Voltages
VOLTS_OK LD     100000000
         ST     %Q10
```

## IEC61131的變體
許多供應商會導入完整的IEC61131要求，也會加入供應商為搭配硬體所加入的自定函數/呼叫模組（例如I/O的存取）。
西門子的PLC指令表語言用英文會稱為「Statement List」，簡稱ST，用德文、義大利大及西班牙文則稱為「Anweisungs-Liste」或AWL。Simatic開發套件的使用可以選擇德文或英文的組合語言助憶碼來表示指令，例如"A"表示"AND"或是"U"表示"UND"，"I"表示"Input"或"E"表示"Eingang"（輸入）。